# Highland Acres
Highland Acres – jednostka osadnicza w Stanach Zjednoczonych, w stanie Delaware, w hrabstwie Kent.